# Bajonnette
Bajonnette (okzitanisch: Bajoneta) ist eine französische Gemeinde mit 108 Einwohnern (Stand: 1. Januar 2022) im Département Gers in der Region Okzitanien (bis 2015 Midi-Pyrénées). Sie gehört zum Arrondissement Condom und zum 2012 gegründeten Gemeindeverband Bastides de Lomagne. Die Einwohner nennen sich Bajonnettois.

## Geografie
Bajonnette liegt im Gebiet der ehemaligen Grafschaft Fézensac, 25 Kilometer nordöstlich von Auch und etwa 55 Kilometer westnordwestlich von Toulouse. Im Westen bildet die Petite Auroue, ein Nebenfluss der Auroue die Gemeindegrenze. Im 7,48 km² umfassenden und von weiten Getreidefeldern geprägten Gemeindegebiet gibt es mehrere kleinere Stauseen, die hauptsächlich der Bewässerung der Ackerflächen dienen. Die Höhenunterschiede sind minimal: das Dorf Bajonnette liegt auf 183 m über Meereshöhe; nur 400 m westlich wird mit 217 m über dem Meer der höchste Punkt in der Gemeinde erreicht. Zur Gemeinde gehören die Weiler Le Boy, La Herrère, Laoueillé, Esquéhès, Cazeneuve, La Tucole, Les Barthètes, Monplaisir, Chambord, La Bouscarotte, Le Périgourdin, Nizon, La Bourdette, Gardebois und Maries. Begrenzt wird Bajonnette von den Nachbargemeinden Cadeilhan im Norden, Bivès im Nordosten (Berührungspunkt), Monfort im Osten und Südosten, Saint-Brès im Süden, Goutz im Westen sowie Brugnens im Nordwesten.

## Bevölkerungsentwicklung
| Jahr      | 1962 | 1968 | 1975 | 1982 | 1990 | 1999 | 2006 | 2013 | 2021 |
| Einwohner | 152  | 159  | 146  | 135  | 103  | 92   | 101  | 102  | 111  |

Im Jahr 1831 wurde mit 479 Bewohnern die bisher höchste Einwohnerzahl ermittelt. Die Zahlen basieren auf den Daten von cassini.ehess und INSEE.

## Sehenswürdigkeiten
- Kirche Saint-Orens aus dem 14. Jahrhundert
- mehrere Flurkreuze

## Wirtschaft und Infrastruktur
In der Gemeinde Bajonnette sind 14 Landwirtschaftsbetriebe ansässig (Getreideanbau, Rinderzucht).
Bajonnette liegt abseits der überregional wichtigen Verkehrsachsen. Nordöstlich der Gemeinde verläuft die Fernstraße D 654 von Fleurance nach Mauvezin. In der 38 Kilometer entfernten Stadt L’Isle-Jourdain besteht ein Anschluss an die autobahnähnlich ausgebaute RN 124 in Richtung Toulouse. In L’Isle-Jourdain befindet sich auch ein Bahnhof an der Strecke von Saint-Agne nach Auch.

## Belege
1. ↑  Bajonnette auf cassini.ehess
2. ↑  Bajonnette auf INSEE
3. ↑  Culture et production animale, chasse et services annexes sur Bajonnette, Landwirtschaftsbetriebe auf annuaire-mairie.fr (französisch)